# Jefferson Praia
Jefferson Praia Bezerra (Manaus, 31 de maio de 1959) é um político brasileiro.

## Biografia
Formado em Ciências econômicas e Agronomia pela Universidade Federal do Amazonas. Foi vereador de Manaus (2000-2004). Em 2002, concorreu a uma vaga no Senado Federal como suplente de Jefferson Peres, de quem fora aluno.
Foi secretário municipal de Trabalho, Emprego e Renda em Manaus (SEMTRA). Como primeiro-suplente de Jefferson Peres, ocupou a vaga deixada por ele de Senador da República no Senado Federal em 3 de junho de 2008, após seu falecimento.
Foi secretário municipal da Secretaria Estadual de Agricultura e Abastecimento (SEMPAB).
Ex Senador da Republica pelo estado do Amazonas e Secretário Municipal do Trabalho, Emprego e Renda de Manaus, Jefferson Praia tem grande experiência na área de economia e desenvolvimento sustentável.
Atualmente é professor da Universidade Federal do Amazonas, e autor de diversas publicações de desempenho parlamentar nas áreas de economia, Amazônia, empreendedorismo e política.
Atuou também como comentarista Econômico da TV Globo – Amazonas e apresentador e produtor do programa “Negócios da Amazônia” no Amazon Sat.